# Tholosininae
Tholosininae es una subfamilia de foraminíferos bentónicos de la familia Saccamminidae, de la superfamilia Saccamminoidea, del suborden Saccamminina y del orden Astrorhizida. Su rango cronoestratigráfico abarca desde el Ordovícico hasta la Actualidad.

## Discusión
Clasificaciones previas hubiesen incluido Tholosininae en la familia Hemisphaeramminidae de la superfamilia Astrorhizoidea, así como en el suborden Textulariina del orden Textulariida.

## Clasificación
Tholosininae incluye a los siguientes géneros:
- Iridia
- Mesammina †
- Scyphocodon †
- Tholosina

Otro género considerado en Tholosininae es:
- Pseudoplacopsilina, aceptado como Tholosina